# الدفع أثناء الرمي
الدفع أثناء الرمي (PAYT) (وتسمى أيضا تسعير الوحدة (العينة)،التسعير متغير المعدل، أو الدفع مقابل الاستخدام) هو نموذج استخدام التسعير للتخلص من نفايات البلدية الصلبة. ويفرض على المستخدمين الدفع حسب معدل مقدار النفايات المستهلكة والتي تقوم البلدية أو السلطة المحلية بجمعها.
يوجد مجموعة متنوعة من النماذج تتغير اعتماداً على المنطقة والبلدية. تقاس النفايات بالوزن أو الحجم بينما عرفت الوحدات عن طريق أنواع مختلفة من السمات أو الحاويات. خدمات لتحويل النفايات، مثل إعادة التدوير والسماد، غالبا ما تقدم مجانا اينما يتم تطبيق نظم (PAYT).
هناك ثلاثة أنواع رئيسة من برامج PAYT :
- تسعير الوحدة كاملةً : يدفع المستخدمون ثمن القمامة التي يريدون تجميعها مقدما خلال شراء البطاقات أو أكياس مخصصة، أو تحديد حجم الحاويات.
- تسعير الوحدة جزئياً : إن السلطة المحلية أو البلدية تقرر أكبر عدد ممكن من أكياس أو حاويات القمامة، وتقوم بجمع سعرها عن طريق الضرائب. إن أكياساً إضافيةً وحاويات متاحة للشراء ولكن ينبغي للمستخدم تجاوز المبلغ المدفوع حتى يستطيع شراءها.
- التسعير متغير المعدل : يمكن للمستخدمين استئجار حاويات ذات أحجام مختلفة (بعض البرامج توفر ما يصل إلى خمسة)، مع مقابلة السعر بكمية النفايات المتولدة.[1]

## المنطق
السببان التقليديان المستعملان للتخلص من نفايات البلدية الصلبة هما إما نظام سعر موحد أو ضرائب البلدية. يدفع جميع المستخدمين نفس قيمة الضرائب للبلدية بغض النظر عن مقدار النفايات التي يخلفونها ويتم جمعها. وبموجب نظام السعر الموحد لا يوجد أي ارتباط بين «التكاليف الفعلية للتخلص من النفايات وإنتاج الفرد من النفايات ،» لهذا لا يعير المستخدمون أية أهمية لكمية النفايات التي ينتجونها.
PAYT يستند إلى اثنين من المبادئ التوجيهية للسياسة البيئية : مبدأ تغريم الملوث (تعادل القوة الشرائية)، ومفهوم المسؤولية المشتركة. والأساس المنطقي لـPAYT يمكن تقسيمه إلى ثلاث فئات عريضة :

### الاقتصادية
في إطار مخطط PAYT، يمكن التخلص من بعض أو كل تكاليف إدارة النفايات من فواتير ضريبة الأملاك، لتوفير المزيد من الاستقلالية في الإدارة والمالية لنظام النفايات السكني. عندها يتم التعامل مع خدمات إدارة النفايات مثل غيرها من المرافق العامة كالكهرباء أو المياه التي يتم المحاسبة عليها بأساس وحدة الاستهلاك.

### العوامل البيئية
برامج الـ PAYT هي أداة فعالة تزيد فصل النفايات وإعادة تدويرها، وهي تشجع أيضاً على التقليل من كمية النفايات. والنتيجة هي تحقيق وفورات كبيرة من الطاقة والنقل، ورفع القدرة على الاستفادة من المواد المعاد تدويرها، والحد من التلوث في مقالب القمامة والمحارق. برامج الـPAYT تشجع المنتجين أيضاً، فهي تحفزهم على تطوير تصاميم أكثر كفاءة وصديقة للبيئة أثناء فترة حياة المنتج منذ التصنيع حتى إعادة التدوير.

### الاجتماعية
تكاليف جمع النفايات موزعة بعدالة أكبر بين السكان، وبما يتناسب مع كمية النفايات المتولدة من كل مستخدم. الخطوط الدراجين لم تعد قادرة على جعل سلوكهم مدعوماً، ويقال أن PAYT تعزز الاستدامة المجتمعية. النفايات المنزلية ذات «علاقة ايجابية عموما مع دخل الأسرة فمن المرجح أن الأسر الفقيرة تواجه انخفاضاً في رسوم جمع النفايات لأنها تنتج القليل منها في إطار نظم PAYT.» 

## المخاطر
عندما يتم إدخال تغيير على خدمات البلدية المعمول بها، فإن رفض العموم هو أمر متوقع وشائع. وفرض رسوم على النفايات يمكن أيضا أن يؤدي في بعض الأحيان إلى التخلص منها بطرق غير مشروعة (بقشيش طائر) أو أن يتم تمرير النفايات بأساليب غير قانونية أو غير مرخصة وبالتالي التخلص منها.

## التنفيذ
وعادة ما تقدم المجتمعات الحضرية جمع الرصف بينما توفر المجتمعات الريفية خدمة الانزال لجمع القمامة. إن كلاً من الاتحاد الأوروبي وكالة حماية البيئة الأمريكية قد نشرت كتيبات لإدخال نظام PAYT.

### أمريكا الشمالية
تعمل برامج الـ PAYT في كاليفورنيا وميتشيغان، ، واشنطن ونيويورك منذ وقت مبكر من السبعينييات، على الرغم من أن مدينة سان فرانسيسكو «قد مارست نوعا من تخطيط لمشروع الـ PAYT منذ عام 1932.»  بحلول عام 2000، 000 6 من المجتمعات المحلية في الولايات المتحدة (20 ٪) و200 منها في كندا قد نفذت رسوم المستخدم لإدارة النفايات. في عام 2002 تخلصت أمريكا الشمالية من 24 مليون طن من النفايات، منها 9.5 مليون طن تم المحاسبة عليها من الالمصادر السكانية. برامج PAYT خفضت النفايات المنزلية من 9—38 ٪ ورفعت نسب إعادة التدوير من 6—40 ٪.

### أوروبا
كانت النمسا أول بلد عمل لتنفيذ المحاسبة بالدفع مقابل النفايات الفردية في عام 1945، ولكن برامج الـ PAYT لم يُعمل بها حتى الثمانينيات عندما أصبحت نظم تحديد الهوية الإلكترونية متاحة بكفاءة وأمن كبيرين. وكانت هيدريسدن في ألمانيا هي المدينة الأولى في أوروبا التي تقوم بتنفيذ نظامي الهوية الالكترونية والفوترة لرسوم النفايات. منذ عام 1991 قضت السياسة الأوروبية للنفايات بأن «جزءاً من التكاليف التي لا تغطيها العائدات من إعادة استخدام المواد يجب أن يتم استردادها على مبدأ الملوث يدفع». برامج PAYT موجودة في البلديات في جميع أنحاء أوروبا.

### آسيا
بعد أن التعرف عليها في السبعينيات، نفذت 954 بلدية في اليابان (30 ٪) برامج PAYT. مدينة تايبيه تدير حاليا مخططاً حيث تقوم فيه الوحدات السكنية والشركات بشراء أكياس خاصة بطبوعة باللون الأزرق، واستخدامها لوضع النفايات. وقسم إدارة النفايات في البلدية يجمع القمامة الموضوعة فقط داخل هذه الحقائب الخاصة. سُمي بـ «جمع الرسوم عن كل كيس مهملات»، فإن هذا النظام يشجع على استخدام العلب القابلة لإعادة التدوير، وذلك أنها لا تحتاج لوضعها في تلك الأكياس، حيث أن الأكياس التي تحتوي على مواد قابلة لإعادة التدوير يتم التخلص منها مجاناً. وفي المقابل وتنيجة لتنفيذ هذه البرامج، استطاعت تايبيه خفض حجم النفايات بنسبة 35.08 ٪، ورفع نسبة إعادة التدوير إلى 2.6 ضعف منذ عام 1999. PAYT تنفذ أيضاً في كل من في كوريا الجنوبية وتايلاند وفيتنام، والصين، وتايوان.

## وصلات خارجية
- وكالة حماية البيئة الأمريكية http://www.epa.gov/waste/conserve/tools/payt.htm
- الاتحاد الأوروبي لإدارة النفايات http://ec.europa.eu/research/environment/print.cfm؟file=/comm/research/environment/newsanddoc/article_3186_en.htm